# عنقر (العدين)

تعديل مصدري - تعديل

عنقر محلة تابعة لقرية الصباحي، التابعة لعزلة بني زهير بمديرية العدين إحدى مديريات محافظة إب في الجمهورية اليمنية، بلغ تعداد سكانها 45 حسب تعداد اليمن لعام 2004.